# Manuel Tamayo y Baus
Manuel Tamayo y Baus (Madrid, 16 settembre 1829 – Madrid, 21 giugno 1898) è stato un drammaturgo spagnolo.

## Biografia
Figlio di due attori, Manuel Tamayo y Baus visse a lungo nell'ambiente teatrale e sposò la nipote di Màiquez, uno dei più famosi attori dell'epoca romantica.
Tamayo y Baus è stato figura di rilievo della scena spagnola dell'Ottocento inserendosi nel momento della transizione dal teatro romantico a quello naturalista. L'opera più riuscita è Un drama nuevo (Un dramma nuovo, del 1867), tipico esempio di teatro nel teatro, ovvero di abile miscela di finzione e realtà in una vicenda che mette in scena attori dell'epoca shakespeariana e lo stesso Shakespeare, con grande abilità drammatica e senso psicologico.
Nelle altre opere, alcune in versi, altre in prosa, Tamayo segue i moduli del teatro romantico, come in Locura de amor (Follia d'amore, del 1855), basata sulla vicenda storica di Giovanna la Pazza; oppure quelli del teatro realista o di costume, a tesi, come in La bola de nieve (La palla di neve, del 1856) e in Los hombres de bien (I galantuomini, del 1870).